# 第35届大众电影百花奖
第35届大众电影百花奖是中国文学艺术界联合会、中国电影家协会和郑州市人民政府为表彰2018年3月-2020年2月杰出华语片颁发的群众性电影奖项。2020年8月4日公布候选名单，8月29日公布提名名单。颁奖典礼于9月26日在河南省郑州市举行。

## 评选范围
取得国家电影局颁发的《电影片公映许可证》；在全国院线影院上映且票房不低于1000万元人民币的国产影片；在本届评奖周期（2018年3月1日至2020年2月29日两年度）内全国城市影院发行放映的国产影片。本评奖年度符合条件的入围影片共189部。

## 评选流程
中国电影家协会委托中国电影发行放映协会属下骨干影院经理共100人组成第35届大众电影百花奖初选委员会，对符合参评条件的影片进行了网络投票，经奖组委会确认，产生本届百花奖10部候选影片。
从2020年8月4日起至8月25日为观众投票阶段。由组委会指定的选票统计中心统计出观众投票结果，评选出第35届大众电影百花奖各奖项的提名者。
从全国参与百花奖投票观众中选出101名组成终评委员会，最后决出获奖名单。于9月26日晚的颁奖典礼现场以按表决器的方式当场投票，评选出最终获奖者。

## 候选名单

### 影片奖候选名单（10部）
- 《我和我的祖国》
- 《我不是药神》
- 《哪吒之魔童降世》
- 《流浪地球》
- 《中国机长》
- 《少年的你》
- 《误杀》
- 《烈火英雄》
- 《攀登者》
- 《无双》

### 最佳编剧候选者（10组）
- 于勇敢《中国机长》
- 于勇敢、陈国辉《烈火英雄》
- 庄文强《无双》
- 杨薇薇、翟培、李鹏、范凯华、秦语谦、雷声《误杀》
- 阿来、尚英、李仁港《攀登者》
- 林咏琛、李媛、许伊萌《少年的你》
- 饺子《哪吒之魔童降世》
- 龚格尔、严东旭、郭帆、叶俊策、杨治学、吴荑、叶濡畅、沈晶晶《流浪地球》
- 韩家女、钟伟、文牧野《我不是药神》
- 管虎、张珂、葛瑞、刘沛；张冀；华玮琳、何可可、布鲁鲁夫、徐峥；薛晓路；许渌洋、王昂、刘晓丹；文宁；韩晗、修梦迪《我和我的祖国》

### 最佳导演候选者（8组）
- 庄文强《无双》
- 刘伟强《中国机长》
- 李仁港《攀登者》
- 陈国辉《烈火英雄》
- 陈凯歌、张一白、管虎、薛晓路、徐峥、宁浩、文牧野《我和我的祖国》
- 饺子《哪吒之魔童降世》
- 郭帆《流浪地球》
- 曾国祥《少年的你》

### 最佳男主角候选者（14人）
- 王千源《我和我的祖国》 饰演 杜兴汉
- 任达华《我和我的祖国》 饰演 华哥
- 杜江《烈火英雄》 饰演 马卫国
- 肖央《误杀》 饰演 李维杰
- 吴京《流浪地球》 饰演 刘培强
- 吴京《攀登者》 饰演 方五洲
- 张译《我和我的祖国》 饰演 高远
- 张涵予《中国机长》 饰演 刘长健
- 周润发《无双》 饰演 画家
- 徐峥《我不是药神》 饰演 程勇
- 郭富城《无双》 饰演 李问
- 黄渤《我和我的祖国》 饰演 林治远
- 黄晓明《烈火英雄》 饰演 江立伟
- 葛优《我和我的祖国》 饰演 张北京

### 最佳女主角候选者（9人）
- 任素汐《我和我的祖国》 饰演 方敏
- 佟丽娅《我和我的祖国》 饰演 一丹
- 宋佳《我和我的祖国》 饰演 吕潇然
- 张静初《无双》 饰演 阮文
- 周冬雨《少年的你》 饰演 陈念
- 赵今麦《流浪地球》 饰演 韩朵朵
- 章子怡《攀登者》 饰演 徐缨
- 惠英红《我和我的祖国》饰演 莲姐
- 谭卓《误杀》 饰演 阿玉

### 最佳男配角候选者（20人）
- 马书良《我和我的祖国》 饰演 出租公司领导
- 王传君《我不是药神》 饰演 吕受益
- 王砚辉《我和我的祖国》 饰演 吕父
- 王洛勇《我和我的祖国》 饰演 安文彬
- 王耀庆《无双》 饰演 李永哲
- 井柏然《攀登者》 饰演 李国梁
- 尹昉《少年的你》 饰演 郑易
- 田壮壮《我和我的祖国》 饰演 老李
- 印小天《烈火英雄》 饰演 魏雷
- 吕云骢《烈火英雄》 饰演 江淼
- 杜江《中国机长》 饰演 梁栋
- 杨皓宇 《流浪地球》 饰演 何连科
- 辛柏青《我和我的祖国》 饰演 赵鹏飞
- 张译《攀登者》饰演 曲松林
- 张哲瀚《烈火英雄》 饰演 郑志
- 欧豪《烈火英雄》 饰演 徐小斌
- 秦沛《误杀》 饰演 颂恩
- 黄觉《少年的你》饰演 老杨
- 章宇《我不是药神》饰演 彭浩（黄毛）
- 廖启智《无双》 饰演 吴鑫

### 最佳女配角候选者（16人）
- 马伊琍《我和我的祖国》 饰演 成年小美
- 冯文娟《无双》 饰演 吴秀清
- 曲尼次仁《攀登者》 饰演 黑牡丹
- 江珊《我和我的祖国》 饰演 李婶
- 李沁《中国机长》 饰演 周雅文
- 杨紫《烈火英雄》 饰演 王璐
- 吴越《少年的你》 饰演 周蕾
- 何琳《攀登者》 饰演 赵虹
- 张子枫《我和我的祖国》 饰演 少年吕潇然
- 张天爱《中国机长》 饰演 黄佳
- 周也《少年的你》 饰演 魏莱
- 周家怡《无双》 饰演 何蔚蓝
- 屈菁菁《流浪地球》 饰演 周倩
- 袁泉《中国机长》 饰演 毕男
- 龚蓓苾《我和我的祖国》 饰演 袁蓉
- 樊雨洁《我和我的祖国》 饰演 童年小美

### 最佳新人候选者（12人）
- 王东《我和我的祖国》 饰演 四川小孩
- 王天辰《我和我的祖国》 饰演 小号手
- 王道铁《我和我的祖国》 饰演 王映辉
- 文牧野《我不是药神》导演
- 杨祺如《中国机长》 饰演 杨慧
- 谷嘉诚《烈火英雄》 饰演 周浩
- 张雅玫《中国机长》 饰演 张秋悦
- 张熙然《误杀》 饰演 安安
- 易烊千玺《少年的你》 饰演 小北
- 高戈《中国机长》 饰演 吴言
- 韩东君《我和我的祖国》  饰演 带头男兵
- 韩昊霖《我和我的祖国》 饰演 童年冬冬

## 提名及得奖名单
下列之标记为该奖项之获奖者。
| 奖项       | 获奖者 | 开奖嘉宾/颁奖嘉宾             |
| ---------- | --- | ----------------------------- |
| 最佳影片奖 | - 《我和我的祖国》 - 《我不是药神》 - 《少年的你》 - 《哪吒之魔童降世》 - 《流浪地球》 | 尹力、丁萌楠/铁凝、徐立毅     |
| 优秀影片奖 | - 《我不是药神》 - 《少年的你》 - 《哪吒之魔童降世》 - 《流浪地球》 | 尹力、丁萌楠/王晓棠、陈道明   |
| 最佳导演   | - 郭帆《流浪地球》 - 陈国辉《烈火英雄》 - 陈凯歌、张一白、管虎、薛晓路 徐峥、宁浩、文牧野《我和我的祖国》 - 饺子《哪吒之魔童降世》 - 曾国祥《少年的你》                                             | 李少红、翟俊杰/田华、李前宽   |
| 最佳编剧   | - 饺子《哪吒之魔童降世》 - 勇敢、陈国辉《烈火英雄》 - 林咏琛、李媛、许伊萌《少年的你》 - 龚格尔、严东旭、郭帆、叶俊策 杨治学、吴荑、叶濡畅、沈晶晶《流浪地球》 - 韩家女、钟伟、文牧野《我不是药神》 | 陶慧敏、李东学/曹保平、杜江   |
| 最佳男主角 | - 黄晓明《烈火英雄》饰演江立伟 - 肖央《误杀》饰演李维杰 - 张译《我和我的祖国》饰演高远 - 张涵予《中国机长》饰演刘长健 - 周润发《无双》饰演画家                                                      | 侯勇、吴军/谢芳、刘晓庆       |
| 最佳女主角 | - 周冬雨《少年的你》饰演陈念 - 张静初《无双》饰演阮文 - 章子怡《攀登者》饰演徐缨 - 惠英红《我和我的祖国》饰演莲姐 - 谭卓《误杀》中饰演阿玉                                                          | 颜丙燕、吴京/祝希娟、卢奇     |
| 最佳男配角 | - 王传君《我不是药神》饰演吕受益 - 王洛勇《我和我的祖国》饰演安文彬 - 井柏然《攀登者》饰演李国梁 - 印小天《烈火英雄》饰演魏雷 - 秦沛《误杀》饰演颂恩                                                | 郑恺、刘昊然/于慧、王志飞     |
| 最佳女配角 | - 袁泉《中国机长》饰演毕男 - 冯文娟《无双》饰演吴秀清 - 曲尼次仁《攀登者》饰演黑牡丹 - 杨紫《烈火英雄》饰演王璐 - 吴越《少年的你》饰演周蕾                                                          | 冯绍峰、李晨/朱时茂           |
| 最佳新人   | - 易烊千玺《少年的你》饰演小北 - 文牧野《我不是药神》导演 - 张雅玫《中国机长》饰演张秋悦 - 张熙然《误杀》饰演安安 - 韩昊霖《我和我的祖国》饰演童年冬冬                                              | 蒋璐霞、郭晓东/陶玉玲、许还山 |

## 典礼流程

### 开颁奖嘉宾
以现场颁奖顺序排序。
| 奖项名     | 开颁奖嘉宾                     | 备注 |
| ---------- | ------------------------------ | ---- |
| 最佳男配角 | 郑恺、刘昊然、于慧、王志飞     |      |
| 最佳女配角 | 冯绍峰、李晨、朱时茂           |      |
| 最佳新人   | 蒋璐霞、郭晓东、陶玉玲、许还山 |      |
| 最佳编剧   | 陶慧敏、李东学、曹保平、杜江   |      |
| 最佳男主角 | 侯勇、吴军、谢芳、刘晓庆       |      |
| 最佳女主角 | 颜丙燕、吴京、祝希娟、卢奇     |      |
| 最佳导演   | 李少红、翟俊杰、田华、李前宽   |      |
| 最佳故事片 | 尹力、丁萌楠、铁凝、徐立毅     |      |
| 优秀故事片 | 尹力、丁萌楠、王晓棠、陈道明   |      |

### 表演节目
| 节目名                 | 表演者                                            | 备注 |
| ---------------------- | ------------------------------------------------- | ---- |
| 情景舞蹈 《光影岁月》  | 祝希娟、刘晓庆、杜江                              |      |
| 歌曲《在希望的田野上》 | 群星                                              |      |
| 歌舞《少林！少林！》   | 郑绪岚、容祖儿、吴樾、王宝强 中国嵩山少林寺武僧团 |      |
| 歌曲《记住这个画面》   | 群星                                              |      |
| 交响合唱《保卫黄河》   | 黄俊博、郑州爱乐乐团、郑州大学合唱团              |      |